# Rafik Chelly
Rafik Chelly, également orthographié Rafik Chelli, né le 6 septembre 1944 à Menzel Temime, est un spécialiste de la sécurité et homme politique tunisien.

## Biographie

### Carrière professionnelle
Retraité de la sûreté nationale, Chelly est l'un des premiers jeunes juristes tunisiens formés dans les écoles françaises de police. Il est diplômé de la faculté de droit[Laquelle ?], de l'École nationale supérieure de la Police (France), de l'Institut de hautes études en criminologie (Lyon) et de l'Institut de défense nationale.
Il est, sous la présidence de Habib Bourguiba, directeur de la sécurité du président de la République tunisienne et des personnalités officielles de 1972 à 1980, puis de 1984 à 1987,. Il dirige aussi la sécurité extérieure de 1987 à 1992 et la police judiciaire. Il est par ailleurs consul général de Tunisie à Tripoli (Libye), conseiller à l'ambassade de Tunisie en France et inspecteur général de la sûreté nationale de 2000 à 2004.
Il est secrétaire général du Centre tunisien des études de la sécurité globale, une association créée en novembre 2013, et a été chef du service de la sécurité générale à la fondation de l'association.

### Carrière ministérielle
Le 6 février 2015, il est nommé secrétaire d'État chargé des Affaires sécuritaires dans le gouvernement de Habib Essid. Son ministre de tutelle est le ministre de l'Intérieur Mohamed Najem Gharsalli. Le 1er décembre 2015, il est limogé de ses fonctions, une semaine après l'attentat contre un bus de la garde présidentielle tunisienne. Cette décision s'inscrit dans le cadre de la réintroduction de la fonction de directeur général de la sûreté nationale au ministère de l'Intérieur, poste qui est attribué à Abderrahmane Belhaj Ali. L'abandon de cette fonction avait été critiqué pour son effet jugé négatif sur l'efficacité des services de sécurité dans la lutte contre le terrorisme, alors que la Tunisie a été frappée par trois attentats terroristes en 2015.

## Publications
- Le syndrome de Carthage des présidents Habib Bourguiba et Zine El Abidine Ben Ali (préf. Nicolas Beau), Tunis, Imprimerie graphique du centre, 2012, 260 p..